# Anthocoris confusus
Anthocoris confusus är en insektsart som beskrevs av Reuter 1884. Anthocoris confusus ingår i släktet Anthocoris och familjen näbbskinnbaggar. Arten är reproducerande i Sverige. Inga underarter finns listade i Catalogue of Life.